# Katsura Funakoshi
Katsura Funakoshi (jap. 舟越 桂 Funakoshi Katsura, * 1951 in Morioka; † 29. März 2024) war ein japanischer Bildhauer und Grafiker.

## Biografie
Katsura Funakoshi wurde 1951 in Morioka (Japan) als Sohn des Bildhauers Yasutake Funakoshi geboren und erlernte von diesem die Bildhauerei.
Von 1971 bis 1975 studierte er an der University of Art and Design, anschließend von 1975 bis 1977 an der National University of Fine Arts and Music in Tokio. Nach Aufenthalten in Europa lebte und arbeitete er in Tokio.
Er starb am 29. März 2024 im Alter von 72 Jahren.

## Werk
In seinem bildnerischen Werk beschäftigte Funakoshi sich mit der Darstellung von Menschen. Seine Halbfiguren sind zwischen Abstraktion und realistischer Detailtreue angelegt. Sie haben hochglanzpolierte Augen aus Marmor, während etwa das Schlüsselbein lediglich durch eine scharfe Kante angedeutet wird und andere Stellen derselben Skulptur deutlich die Spur des Schnitzeisens zeigen. Ein auffallendes Merkmal von Funakoshis Plastiken sind die Verfremdungen, vor allem durch anatomisch unzutreffend angesetzte Gliedmaßen.

## Ausstellungen
Teilnahme an wichtigen internationalen Ausstellungen
- 43. Biennale von Venedig (1988)
- 20. Biennale von São Paulo (1989)
- documenta IX in Kassel (1992)
- Shanghai Biennale (2000)